# Saint-Clément-de-Valorgue

Saint-Clément-de-Valorgue este o comună în departamentul Puy-de-Dôme, Franța. În 1 ianuarie 2022 avea o populație de 237 de locuitori.